# Euphorbia serrata
La lechetrezna serrada, tártago de hoja serrada o higuera del infierno (Euphorbia serrata (L.) S.G.Gmel.) es una planta herbácea anual nativa de Europa, donde crece de manera silvestre en las praderas y a la vera de los caminos. Su savia contiene un látex rico en ésteres, que se ha utilizado tradicionalmente en España como catalizador del cuajado de la leche.

## Características
Euphorbia serrata es una hierba monoica, anual, de unos 40 cm de altura, erecta y sin ramificaciones. En su único tallo se distribuyen hojas alternas, aserradas y ovales; el característico borde serrado de hojas y brácteas permite distinguirla fácilmente de otros euforbios. Las flores, de color verde muy brillante, aparecen a mediados de la primavera; son hermafroditas. La polinización está normalmente a cargo de dípteros. El fruto es una pequeña cápsula dehiscente. Todas las partes de la planta contienen un látex blanco y muy viscoso, de donde toma su nombre común.

## Hábitat y distribución
Euphorbia serrata es europea. Requiere suelos ligeros o medios, mucha luz y poca humedad para germinar; aparece con frecuencia espontáneamente en eriales, llanuras, al borde de caminos y en el exterior de la orla boscosa en las regiones templadas de Europa. También es conocida en cultivos, en especial de vid (Vitis vinifera), donde es considerada mala hierba.

## Costumbres
Se dice que en algunos pueblos de la zona de Andalucía, las niñas extraían su leche para poder "pintarse" lunares en sus rostros a modo de juego infantil. Aplicaban una pequeña cantidad de esa sustancia en sus caras, y la misma les producía una quemadura que simulaba ser un pequeño lunar que las embellecía.
A modo de travesura entre amigos, los hombres jóvenes sujetaban forzosamente a otro y le ponían el látex de la planta en el glande. De esta forma, con la inflamación de esa parte, la víctima conseguía una erección que duraba días.

## Ecología
La mariposa Oxicesta serratae pone sus huevos en esta euforbiácea para más tarde servir de alimento a sus larvas.

## Paisajismo
Se usa como especie de interés medioambiental y de enriquecimiento del paisaje en jardines de urbanizaciones costeras. Es una planta agradecida y muy resistente. Las matas de la planta quedan muy bien en las rocallas y al pie de muros. Su necesidad de agua es mínima.

## Toxicidad
Como otras de su género. es una planta bastante tóxica. Su resina blanca o 'látex', conocido popularmente como 'leche', puede irritar la piel y los ojos severamente. También se usó para eliminar verrugas y durezas de la piel.

## Taxonomía
Euphorbia serrata fue descrita por Carlos Linneo y publicado en Species Plantarum 1: 459. 1753.
Etimología
Euphorbia: nombre genérico que deriva del médico griego del rey Juba II de Mauritania (52 a 50 a. C. - 23), Euphorbus, en su honor – o en alusión a su gran vientre –  ya que usaba médicamente Euphorbia resinifera. En 1753 Carlos Linneo asignó el nombre a todo el género.
serrata: epíteto latino que significa aserrado, aludiendo a esta característica de las hojas y brácteas de la inflorescencia en esta planta.
Sinonimia
- Tithymalus serratus (L.) Hill[4]
- Tithymalus serratus (L.) Hill (1768).
- Galarhoeus serratus (L.) Haw. (1812).
- Chylogala serrata (L.) Fourr. (1869).
- Tithymalus denticulatus Moench (1794).
- Euphorbia truncatara (Pers.) Loudon (1832).[5][6]

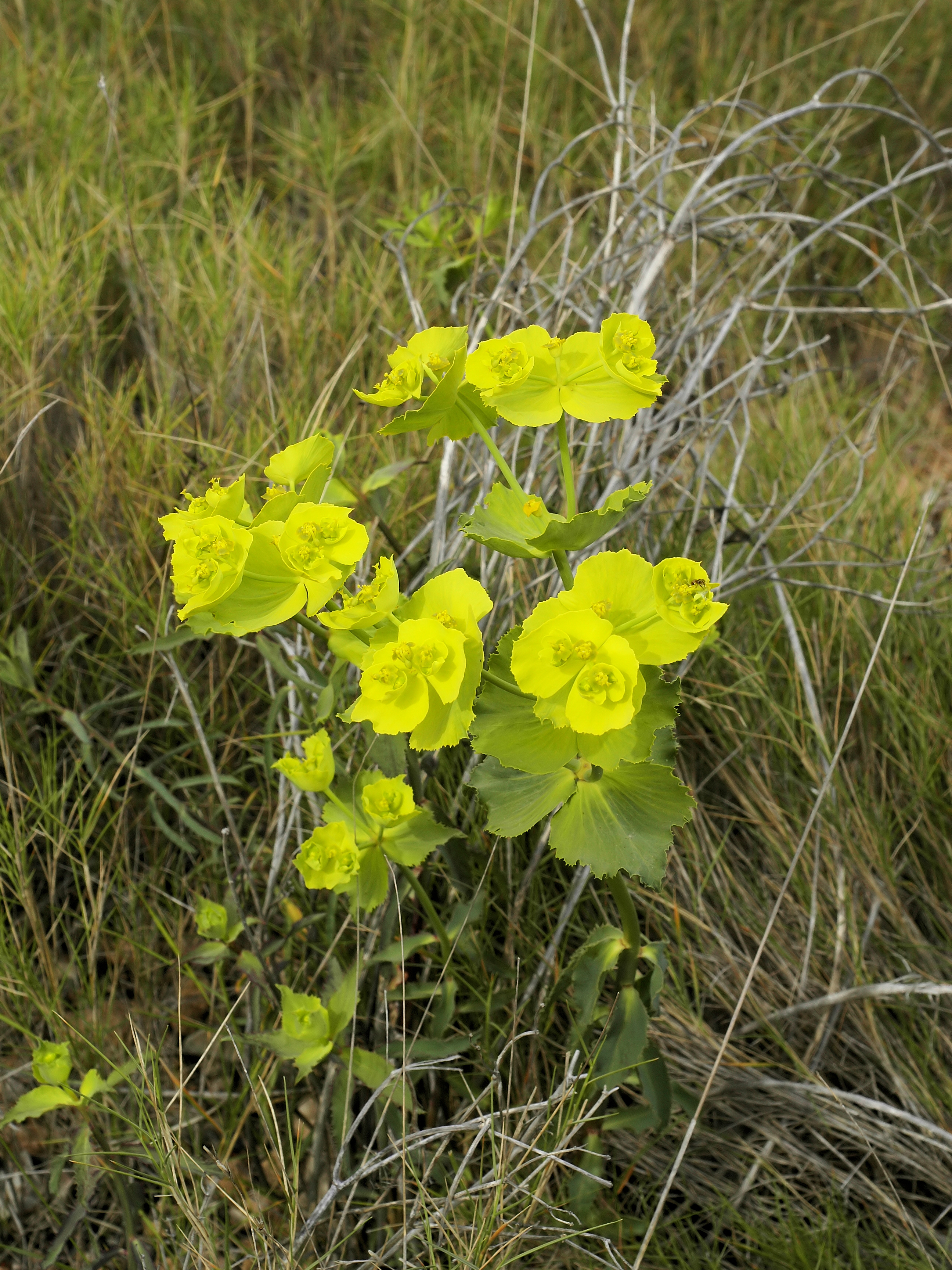
Hábitat.
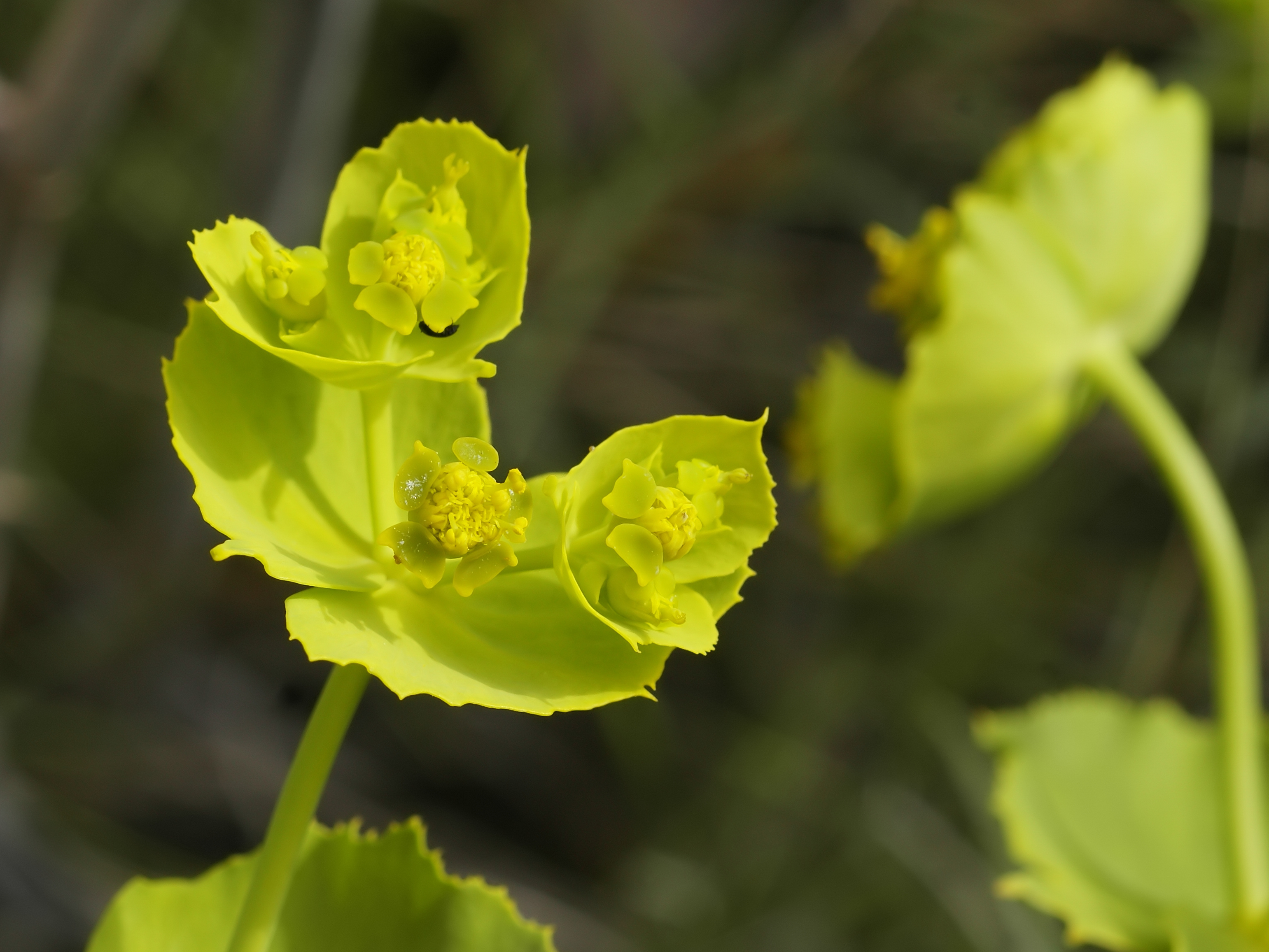
Flores.

## Nombre común
- Castellano: asmaballo, asnaballo, cañamones purgantes, catapucia menor, chirigüela, chiriguela, chirrigüela borde, chirrihuela, esulas, granos rateros, hierba de la purga, hierba lechera, hierba topera, higuera del infierno, leche de gato, leche eterna, lecheintena, lecheinterna, leche interna, lechera, lecherina, lecheterna, lechetierna, leche tierna, lechetrezna, lechetrezna aserrada, lechinterna, lechiterna, lechitierna, lechitrezna, lechosa, letrichernas, letricheznas, lletetresa, manzanetas, mataleche, mata lechera, piñoncillos, recheluera, rechigüela, rechigüela borde, rechilera borde, rechiruela, rechiruela borde, rechiruelas, rechitierna de sombrilla, rechitiernas, reicheruela, trichezna, tártago, tártago de hoja serrada.[4]